# Naval Air Training Command
Commandement de l'entraînement aéronaval
Le Naval Air Training Command (NATRACOM) est un commandement à une étoile qui organise la formation en vol des pilotes de l'aéronautique navale et des officiers de bord. Il est basé au NAS Corpus Christi dans le Texas

## Mission
Bien qu'il ne dispense pas de formation des équipages navals qui est menée par le Naval Education and Training Command (en), il est chargé de surveiller la production des équipages par le biais du Naval Aviator Production Process (NAPP). Avec le NAPP, NATRACOM est également responsable de la programmation et du suivi de la production de toutes les unités de la Fleet Replacement Squadron de l'US Navy et de l'US Marine Corps (actuellement 19). La mission du Naval Air Training Command est de former les meilleurs professionnels de l'aviation de combat au monde, en les livrant au bon moment, en nombre suffisant et au bon coût.
Le NATRACOM fait partie de la Naval Aviation Enterprise (NAE), relevant du Commander, Naval Air Forces (en). Le NATRACOM mène des opérations aériennes dans les stations aéronavales suivantes :
- NAS Corpus Christi, Corpus Christi, Texas
- NAS Kingsville, Kingsville, Texas
- NAS Méridian, Méridian, Mississippi
- NAS Pensacola, Pensacola, Floride
- NAS Whiting Field, Milton, Floride

## Unités subordonnées
Le Chief of Naval Air Training (CNATRA)  dirige le Naval Air Training Command (NATRACOM) composé de cinq Training Air Wing qui abritent dix-sept escadrons d'entraînement.
- Training Air Wing One (code de queue A) : NAS Meridian
  - VT-7 "Eagles" : T-45C Goshawk
  - VT-9 "Tigers" : T-45C Goshawk
- Training Air Wing Two (code de queue B) : NAS Kingsville
  - VT-21 "Redhawks" : T-45C Goshawk
  - VT-22 "Golden Eagles" : T-45C Goshawk
- Training Air Wing Four (code de queue G) : NAS Corpus Christi
  - VT-27 "Boomers" : T-6B Texan II
  - VT-28 "Rangers" : T-6B Texan II
  - VT-31 "Wise Owls" : T-44C Pegasus
  - VT-35 "Stingrays" : T-44C Pegasus
- Training Air Wing Five (code de queue E) : NAS Whiting Field
  - VT-2 "Doerbirds" : T-6B Texan II
  - VT-3 "Red Knights" : T-6B Texan II
  - VT-6 "Shooters" : T-6B Texan II
  - HT-8 "Eightballer" : TH-57B/C Sea Ranger
  - HT-18 "Vigilant Eagles" : TH-57B/C Sea Ranger
  - HT-28 "Hellions" : TH-57B/C Sea Ranger
- Training Air Wing Six (code de queue F) : NAS Pensacola
  - VT-4 "Warbucks" : Simulateur de vol
  - VT-10 "Wildcats" : T-6A Texan II
  - VT-86 "Sabrehawks" : T-45C Goshawk

Le CNATRA supervise également le Naval Flight Demonstration Squadron (NFDS) la patrouille acrobatique Blue Angels.

## Galerie
|              |
| T-45 Goshawk |

|              |
| T-44 Pegasus |

|               |
| T-6B Texan II |